# Mostra de Venise 1939
La Mostra de Venise 1939 — ou la 7e édition de la Mostra de Venise ou encore la 7e édition du Festival international du film de Venise (en italien : 7ª edizione della Mostra internazionale d'arte cinematografica) — est un festival de cinéma international qui s'est tenu à Venise en Italie du 8 août au 1er septembre 1939.

## Jury
- Giuseppe Volpi (président, Italie), Olaf Andersson (Suède), Luigi Bonelli (Italie), Ottavio Croze (Italie), De Obregon (Espagne), Dino Falconi (Italie), F.T. Geldenhuys (Afrique du Sud), Neville Kearney (Grande-Bretagne), Ernst Leichtenstern (Allemagne), Antonio Maraini (Italie), Ugo Ojetti (Italie), Vezio Orazi (Italie), Giovanni Paulucci dè Calboli (Italie), Junzo Stato (Japon), D.I. Suchianu (Roumanie), Zdenek Urban (Bohème-Moravie), Louis Villani (Hongrie), Carl Vincent (Belgique).

## Palmarès
- Meilleur film : L'Apôtre du désert (Abuna Messias) de Goffredo Alessandrini
- Coupe Volpi de la meilleure interprétation masculine : non décerné
- Coupe Volpi de la meilleure interprétation féminine : non décerné

## Situation politique
Le festival se termina le 1er septembre 1939, jour du début de la seconde guerre mondiale.
La France, sur proposition de Philippe Erlanger, avait décidé de ne pas participer à la Mostra 1939 et de fonder son propre festival ; Cannes fut choisie pour un festival en septembre, mais du fait de l'entrée en guerre de la France le 3 septembre, la cérémonie fut annulée.